# Kvantitativ genetik
Kvantitativ genetik er den del af genetikken, som studerer nedarvning af metriske egenskaber hos levende organismer, dvs. egenskaber, hvor fænotypen måles på en kontinuert skala eller på en diskret skala (f.eks. antal) med mange mulige tilstande. Sådanne egenskaber betegnes også kvantitative egenskaber. Kvantitative egenskaber påvirkes typisk af talrige gener.

## Kvantitative Egenskaber
Et typisk eksempel på en kvantitativ egenskab er højde hos mennesker. Indenfor en befolkning og indenfor hvert køn vil højden følge en normalfordeling. Højde hos mennesker påvirkes af mange gener. Mange af disse gener er i de senere år blevet lokaliseret i det menneskelige genom. 
Nogle egenskaber påvirkes kun af et eller nogle få gener. Sådanne egenskaber kaldes Mendelske egenskaber. En del sygdomsegenskaber har f.eks. mendelsk nedarvning. For mange andre egenskaber kan risikoen for at udvikle en sygdom analyseres som en kvantitativ egenskab.
Kvantitativ genetik finder udbredt anvendelse i husdyravl. Mange egenskaber hos husdyr kan analyseres som kvantitative egenskaber, herunder mælkeydelse hos malkekvæg og tilvækst i svin.

## Arvelighed
Den andel af fænotypiske variation, som forklares af genetisk variation, betegnes arveligheden. Graden af arvelighed varierer fra egenskab til egenskab. For samme egenskab varierer den fra population til population og miljø til miljø som følge af variation af mængden af genetisk variation og variabilitet i miljøpåvirkningerne.

## Den infinitesimale model
Standardmodellen for kvantitative egenskabers nedarvning er den infinitesimale model. I denne model beskrives individernes genetiske værdier som kombinationen af uendelig mange enkeltgeners effekter. Hvert enkeltgen antages en uendelig lille effekt. Effekten af kombinationer af enkeltgener antages at være summen af de enkelte geners effekter. De enkelte gener antages at nedarves uafhængigt af hinanden. Effekten af disse antagelser er, at individernes genetiske værdier vil følge en normalfordeling.
Til de genetiske effekter skal lægges summen af de miljøpåvirkninger, som individ modtager. Effekten af miljøpåvirkningerne antages generelt at være omtrent normalfordelte.
Selvom antagelserne i den infinitesimale model meget ofte ikke er præcist opfyldt i konkrete biologiske systemer, så viser det sig i praksis, at modellen giver en overraskende god beskrivelse af kvantitative egenskabers nedarvning.
Fænotypen P fremkommer som summen af en populationsmiddelværdi μ, individets genetiske værdi G og miljøeffekterne E, så 
P = μ+G+E. Den samlede mængde fænotypisk varians fremkommer da som VP=VG+VE+VGxE, hvor det sidste led repræsenterer variationen, som skyldes genotype-miljøinteraktioner. Desuden kan der forekomme bidrag, som opstår, hvis forskellige genotyper fordeler sig uens hen over miljøerne genotype-miljøkorrelationer.

## Effekten af Selektion
Selektion påvirker populationers genetiske sammensætning for kvantitative egenskaber, hvis individers genetiske bidrag til næste generation påvirkes af deres fænotype for den kvantitative egenskab. En populations genetiske niveau er gennemsnittet af individernes genetiske værdi. Effekten af selektioner generelt at forandre populationens genetiske niveau. Størrelsen af forandringen kaldes selektionsresponsen.
I enkleste tilfælde kan effekten af selektion beskrives, hvis man kender arveligheden i snæver forstand, selektionsdifferentialet. Selektionsdifferentialet S findes som den gennemsnittet af fænotyperne efter selektion μs minus gennemsnittet af fænotyperne før selektion μ, så S=μs-μ. Den forventede selektionsrespons R findes da som
{\displaystyle R=h^{2}S}.
Selektion har flere effekter: På kort sigt skabes statistiske korrelationer, som mindsker den genetiske variation Bulmereffekten, på længere sigt tabes genetisk variation i takt med at alleler med positive effekter erstatter andre alleler, og fordi kun nogle individer formerer sig, tabes variation som følge af indavl.